# Pillai-prímek
A számelmélet területén a Pillai-prímek közé olyan p prímszámok tartoznak, melyekhez létezik olyan n pozitív egész szám, hogy n faktoriálisa eggyel kisebb, mint a prímszám valamely többszöröse, de a prímszám maga nem eggyel több n valamely többszörösénél. Formálisan:
{\displaystyle n!\equiv -1{\pmod {p}}}, de {\displaystyle p\not \equiv 1{\pmod {n}}}. 
Az első néhány Pillai-prím:
23, 29, 59, 61, 67, 71, 79, 83, 109, 137, 139, 149, 193, ... (A063980 sorozat az OEIS-ben)
A Pillai-prímeket Subbayya Sivasankaranarayana Pillai indiai matematikus tanulmányozta. Bizonyított, hogy végtelen sok Pillai-prímszám létezik. Ismert (valószínűleg jelentősen megjavítható) felső korlát a Pillai-prímek a(n) sorozata egy tagjának nagyságára:
{\displaystyle a(n)<\,\,^{e}\!n^{O(n\cdot \log n)}}, ahol a kitevő az alap előtt a tetráció, utána meg a hatványozás műveletét jelenti, O az O jelölésre utal. [ a(n) < e^e^...^e^{O(n \ln n)} ]
A sorozat néhány tagja, a hozzájuk tartozó legkisebb és legnagyobb n pozitív egész számokkal:
| ai | pi (A063980) | nmin (A063828) | nmax (A211411) |
| -- | ------------ | -------------- | -------------- |
| 1  | 23           | 14             | 18             |
| 2  | 29           | 18             | 18             |
| 3  | 59           | 15             | 43             |
| 4  | 61           | 8              | 18             |
| 5  | 67           | 18             | 33             |
| 6  | 71           | 9              | 63             |
| 7  | 79           | 23             | 55             |
| 8  | 83           | 13             | 69             |
| 9  | 109          | 86             | 86             |
| 10 | 137          | 16             | 101            |
| 11 | 139          | 16             | 16             |
| 12 | 149          | 50             | 50             |
| 13 | 193          | 102            | 102            |
| 14 | 227          | 61             | 165            |
| 15 | 233          | 64             | 64             |
| 16 | 239          | 210            | 210            |
| 17 | 251          | 97             | 153            |
| 18 | 257          | 31             | 225            |
| 19 | 269          | 9              | 259            |
| 20 | 271          | 93             | 177            |